# Filippo Re

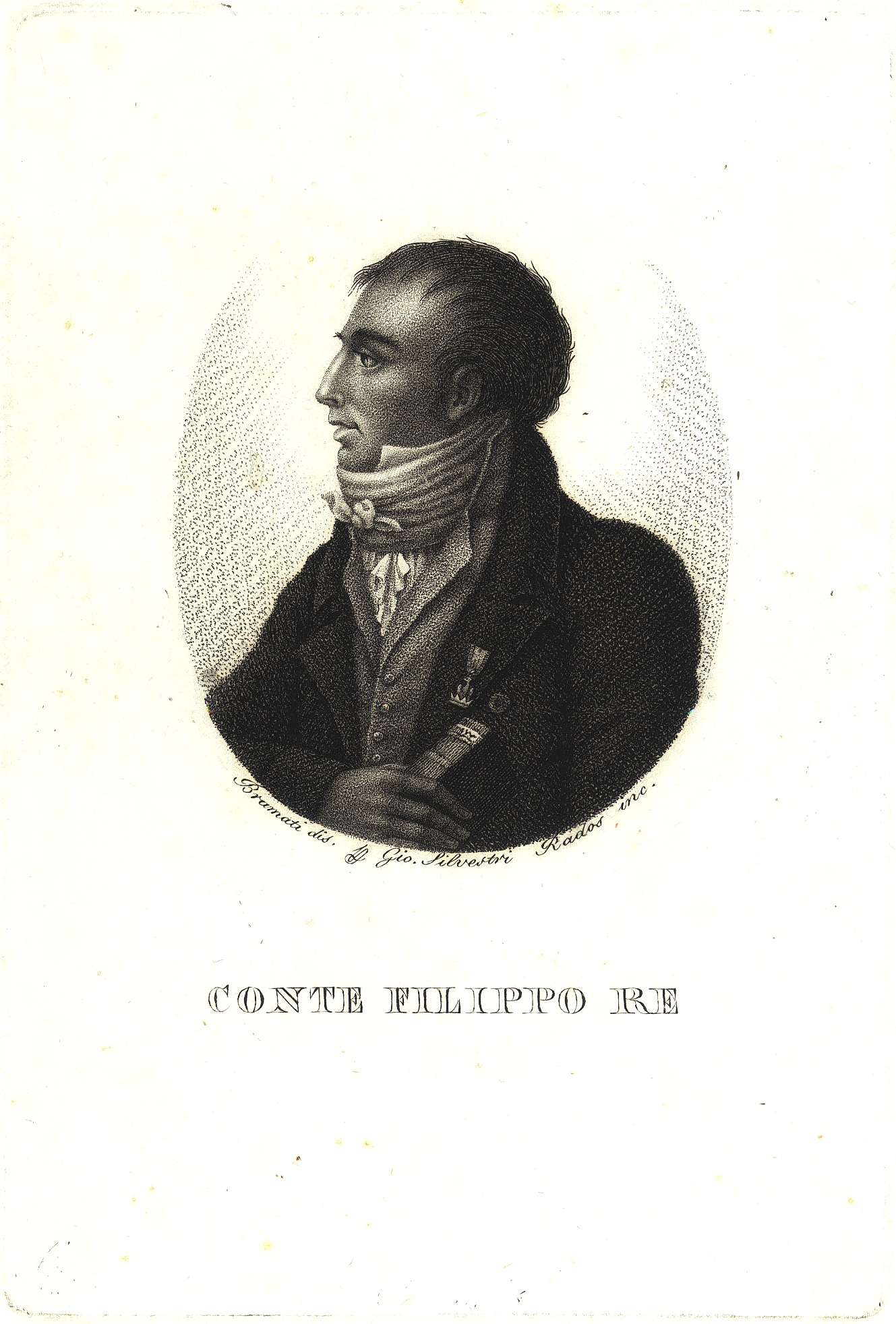
Ritratto a stampa del Conte Filippo Re

Filippo Re (Reggio Emilia, 20 luglio 1763 – Reggio Emilia, 26 marzo 1817) è stato un botanico e agronomo italiano.

## Biografia
Figlio di Rinaldo e Marianna Vezzani. La famiglia era di origini lombarde, dedita al commercio e trasferitasi a Reggio Emilia alla fine del XVII secolo. Il nonno di Filippo, Antonio Re, ottenne l'appalto delle gabelle dal Duca Francesco III d'Este nel 1720, divenendo assai facoltoso e acquistando vaste estensioni di terreno. Ottenne per sé e successori il titolo di conte.
Filippo, nato nel 1763, studiò dai Gesuiti a Ravenna e, con la soppressione dell'ordine nel 1773, terminò gli studi a Reggio Emilia, ottenendo il diploma in scienze matematiche nel 1781. Fin da quell'epoca si dedicò allo studio delle piante nell'orto di famiglia a S. Croce e in un fondo a Villa Cella (frazioni di Reggio Emilia), poi approfondito in lunghi viaggi di osservazione sull'Appennino e in Toscana.
È nel giardino dello storico Palazzo di Filippo Re, in via Fontanelli 3 a Reggio Emilia, che l'insigne agronomo-scienziato compì le sue prime osservazioni e coltivazioni. Il giardino diventò così un luogo di studio, attrezzato per la coltura vivaistica e con la presenza di serre per l'acclimatazione delle specie più esigenti. 
Tra le essenze di ogni tipo qui da lui coltivate, un grande melograno addossato al muro di casa, vegetò nel giardino fino al 1939. Sulla facciata della casa, in via Fontanelli, una lapide riporta: "In questa casa nacque lungamente abitò e venne a morire Filippo Re e l'orticello qua dentro si gloria di essere stato caro ed utile al principe degli agronomi, 1763-1817".
Nel 1790 ottenne la cattedra di agraria presso il liceo reggiano.  Nel 1803 ebbe una cattedra universitaria a Bologna (e il rettorato nel 1805-1806) e dal 1809 al 1814 coordinò un'inchiesta agraria nel Regno d'Italia, pubblicata negli Annali dell'Agricoltura del Regno d'Italia da lui stesso diretti. Dopo la Restaurazione fu docente di agraria e botanica all'Università di Modena. 
Raccolse un corposo erbario, ora conservato ai Musei Civici di Reggio Emilia.
È considerato uno dei massimi studiosi di agricoltura del suo tempo. 
Morì a Reggio Emilia nel 1817 durante un'epidemia di tifo esantematico.

## L’erbario di Filippo Re

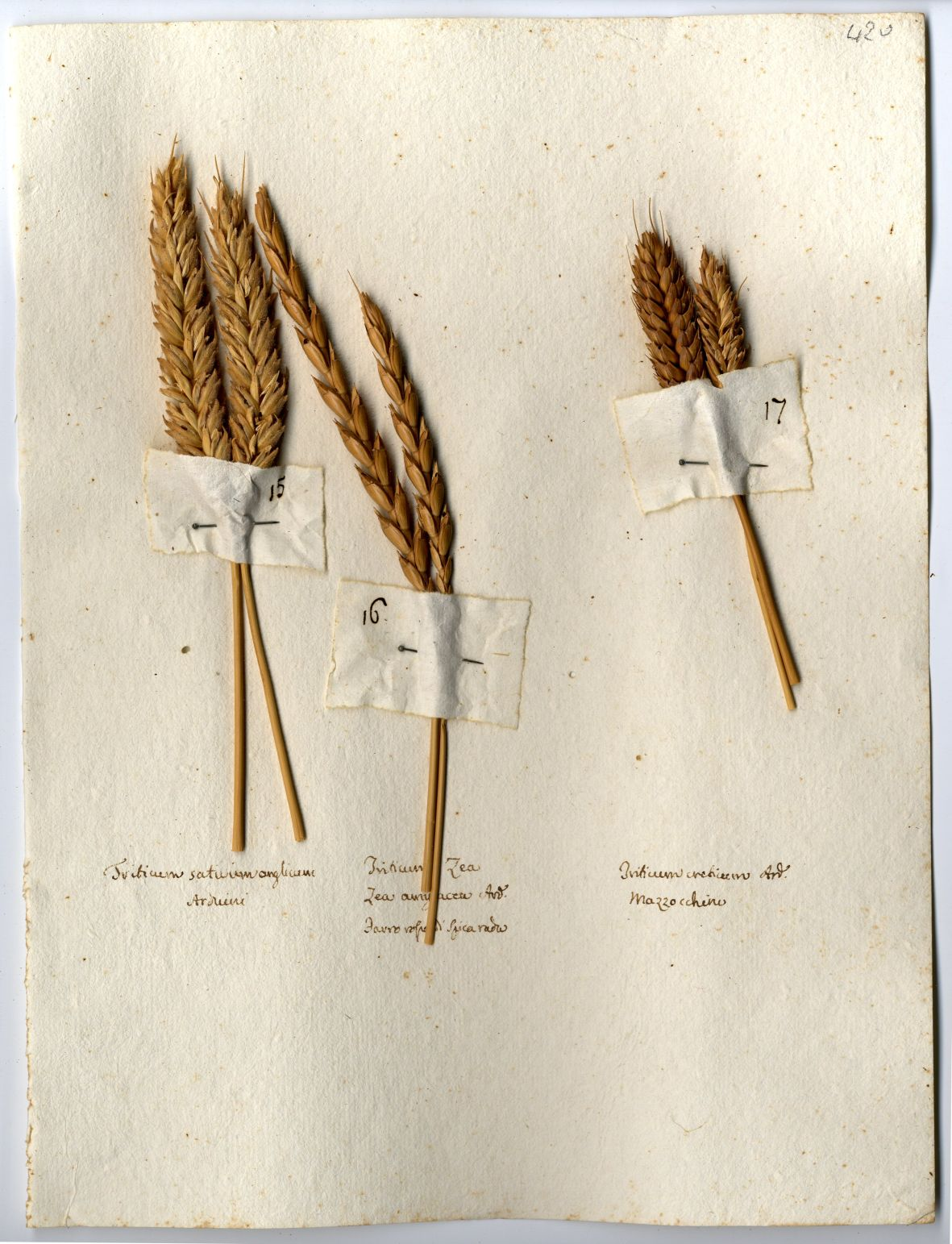
Foglio dall'erbario di Filippo Re, con varietà di frumento

Esposto nella saletta di botanica di Palazzo dei Musei, consta di 8031 esemplari, raccolti in 7214 fogli. Vi sono rappresentati 1150 generi e poco meno di 5200 specie vegetali. È un erbario con intenti enciclopedici e comprende sia essenze di provenienza locale, sia piante di interesse agroalimentare, tra cui diverse varietà di frumento, sia specie esotiche provenienti dai diversi orti botanici con i quali Filippo Re intratteneva scambi. Sono documentate provenienze da Milano, Novara, Schönbrunn, Monza, Bologna, Ferrara, Firenze, Pisa, Padova, dal Giardino dell’Università di Vienna e da Parigi.

## Il ruolo nella storia dell'agronomia
Filippo Re è stato l'agronomo le cui opere sono più lette, in Italia, nel corso dell'Ottocento, rispetto ad ogni altro cultore di studi agrari: dalle prime edizioni all'alba dell'Ottocento i suoi trattati sono ristampati e acquistati da proprietari e fattori fino ed oltre il 1850.
L'opera di Filippo Re è stato oggetto di studi e valutazioni nei primi decenni del Novecento, ha quindi conosciuto un lungo periodo di disinteresse, per essere al centro di nuova attenzione tra gli anni Ottanta e gli anni Novanta del secolo scorso. Alcuni studiosi di formazione letteraria, al primo posto Ezio Raimondi, hanno voluto vedere in Re il grande sperimentatore, il continuatore, nella sfera agronomica, di Galileo, studiosi di matrice naturalistica, quali Gabriele Goidanich, hanno identificato, invece, nell'agronomo reggiano il tutore della tradizione che si è opposto tenacemente alla conversione dell'agronomia tradizionale, di matrice empirica, in scienza nuova fondata sull'applicazione della chimica, della fisiologia vegetale, della fitopatologia.
In opere successive Antonio Saltini ha dimostrato che, venti anni dopo la rivoluzione di Lavoisier, Re professa un'idea della materia a metà tra peripatetismo e dottrina del flogisto, la curiosa teoria di Stahal che si oppone ai progressi della chimica di Boyle, che cinque-dieci anni dopo il manifesto della nuova fisiologia vegetale di De Saussure Re, che ignora lo scienziato elvetico, è fermamente ancorato alla curiosa idea di uno "stomaco" terrestre delle piante, la chimera che la suggestionato i naturalisti del Seicento, e che dopo quarant'anni dalle scoperte di Targioni Tozzetti e di Fontana sui funghi patogeni dei cereali e dei legumi immagina la più fantasiosa classificazione delle malattie delle piante trascrivendo le categorie delle malattie umane concepite dalla retroguardia della medicina dell'epoca, fissa ai sintomi esteriori, incapace di affrontare le indagini patologiche che hanno costituito il vanto dei grandi medici italiani da Redi a Vallisnieri, da Ramazzini a Cestoni. Rifiutando il contributo della chimica, e quello della microscopia, al sapere agronomico, in decenni di straordinario fervore di scoperte scientifiche Re propone una dottrina agronomica che nessun progresso segna, sottolinea Saltini, rispetto a quella del latino Columella.

## Opere
- Stirpes in horto fratrum Re Regii Lepidi hospitantes - s.i.t. 1798
- Elementi di economia campestre ad uso de' licei del Regno d'Italia del cav. Filippo Re - Milano, dalla tipografia di Francesco Sonzogno di Gio. Batt. stampatore e librajo, corsia de' Servi, n. 596, 1808
- Saggio sopra la storia dell'agricoltura reggiana - Milano, 1809
- Dei letami e delle altre sostanze adoperate in Italia per migliorare i terreni e del come profittarne - Mira, 1810
- Istruzione sul modo di coltivare il cotone - Milano, 1810
- Saggio sulla coltivazione e su gli usi del pomo di terra e specialmente come valga a migliorare i terreni - Milano, 1817
- Della maniera di leggere con profitto le opere di agricoltura: discorso - San Vito, Tip. Pascatti, 1842